# Звёздочка (Якутия)
Звёздочка — посёлок городского типа в Усть-Майском районе Республики Якутия России. Административный центр и единственный населённый пункт городского поселения Посёлок Звёздочка. Население — 268 человек (2023). .

## География
Расстояние до административного центра 465 км.

## История
Геологоразведочные работы в данных местах начались в 1950-х годах. Возник в 1961 году в связи с разработкой месторождения золота. Название получил по близпротекающему ручью Звёздочка. В 1970-е года был перенесен в устье ручья Нижний Телькинджа. Является базовым пунктом артели старателей «Дражник». При поддержке таковой в 1980-х годах началось благоустройство посёлка, которое продолжилось и в 1990-е годы.
Указом Президиума Верховного Совета Якутской АССР от 19 января 1987 года отнесён к категории рабочих посёлков с исключением из административного подчинения рабочему посёлку Ыныкчан. Были сформированы поселковые исполком и комитет КПСС.

## Население
| 1989 | 2002 | 2009 | 2010 | 2011 | 2012 | 2013 |
| ---- | ---- | ---- | ---- | ---- | ---- | ---- |
| 662  | ↘566 | ↗798 | ↘408 | ↘405 | ↗417 | ↘412 |
| 2014 | 2015 | 2016 | 2017 | 2018 | 2019 | 2020 |
| ↘399 | ↘354 | ↘326 | ↗372 | ↗388 | ↗420 | ↘408 |
| 2021 | 2023 |      |      |      |      |      |
| ↘294 | ↘268 |      |      |      |      |      |